# La Tèsta
|  | Per a altres significats, vegeu «cantó de La Tèsta de Buc». |

La Tèsta de Buc (nom occità: [la ˈtèstɔ ðe ˈβytʃ/ˈβyk] o [la ˈtèstə ðœ ˈβytʃ/ˈβyk]) (en francès La Teste-de-Buch [la tɛst(ə) də byʃ/byk]) és un comú francès al departament de la Gironda (regió de Nova Aquitània). L'any 1999 tenia 22.970 habitants. El topònim està documentat en les formes La Testa in Bogio (1326), La Teste o Cap de Buch (1651, mapa d'Abbeville). En occità gascó el nom de la població és La Tèsta de Bug.
Un decret de 8 de juny de 1994, publicat al Butlletí Oficial de 12 de juny del mateix any, estableix que La Teste s'anomenarà d'ara endavant La Teste-de-Buch.

## Demografia
| Evolució de la població |       |       |       |       |       |       |       |       |
| 1793                    | 1800  | 1806  | 1821  | 1831  | 1836  | 1841  | 1846  | 1851  |
| 2.000                   | 2.301 | 2.306 | 2.409 | 2.840 | 2.986 | 3.447 | 3.512 | 3.399 |

| 1856  | 1861  | 1866  | 1872  | 1876  | 1881  | 1886  | 1891  | 1896  |
| ----- | ----- | ----- | ----- | ----- | ----- | ----- | ----- | ----- |
| 3.891 | 3.601 | 4.259 | 4.462 | 5.314 | 6.063 | 6.200 | 6.480 | 6.663 |

| 1901  | 1906  | 1911  | 1921  | 1926  | 1931  | 1936  | 1946  | 1954   |
| ----- | ----- | ----- | ----- | ----- | ----- | ----- | ----- | ------ |
| 6.840 | 7.082 | 7.023 | 6.321 | 7.815 | 8.826 | 9.496 | 9.066 | 11.281 |

| 1962   | 1968   | 1975   | 1982   | 1990   | 1999   | 2006 | 2011 | 2016 |
| ------ | ------ | ------ | ------ | ------ | ------ | ---- | ---- | ---- |
| 11.085 | 15.064 | 15.831 | 18.038 | 20.331 | 22.976 | -    | -    | -    |

| 2019 | - | - | - | - | - | - | - | - |
| ---- | - | - | - | - | - | - | - | - |
| -    | - | - | - | - | - | - | - | - |

## Administració
| Període   | Identitat                                     | Partit |
| --------- | --------------------------------------------- | ------ |
| 2008-     | Jean-Jacques Eroles                           | UMP    |
| 2001-2008 | Jean-François Acot-Mirande                    | PS     |
| 1997-2001 | Claude Espied                                 | RPR    |
| 1996-1997 | Jean-Marie Schmitt                            | RPR    |
| 1989-1996 | Claude Espied                                 | RPR    |
| 1977-1989 | Gilbert Moga                                  | RPR    |
| 1951-1977 | Aristide Ichard                               |        |
| 1947-1951 | Marc Teynié                                   |        |
| 1946-1947 | Clément René Ramond                           |        |
| 1944-1946 | André-Jacques Vareille                        |        |
| 1941-1944 | Pierre Lhermitte                              |        |
| 1902-1941 | Pierre Théodore Dignac                        |        |
| 1895-1902 | Jules Lutzy                                   |        |
| 1887-1895 | Joseph Marcel Mouliets                        |        |
| 1882-1887 | Pierre Louis Jules Lalesque                   |        |
| 1882-1882 | Oscar Moureau                                 |        |
| 1878-1882 | Jean Bertrand Sémiac                          |        |
| 1876-1878 | Pierre Louis Jules Lalesque                   |        |
| 1874-1876 | Joseph Michel Bisserie                        |        |
| 1871-1874 | Pierre Louis Jules Lalesque                   |        |
| 1870-1871 | Léopold Mouliets                              |        |
| 1870-1870 | Auguste Lalesque                              |        |
| 1865-1870 | Jean Dumora                                   |        |
| 1862-1865 | Joseph Michel Bisserie                        |        |
| 1857-1862 | Jean Marie Gustave Hameau                     |        |
| 1852-1857 | Thomas Alphonse Jacques Lamarque de Plaisance |        |
| 1852-1852 | Arnaud Bestaven                               |        |
| 1850-1852 | Jean Dumora                                   |        |
| 1848-1850 | François oscar Déjean                         |        |
| 1844-1848 | Jean Hameau                                   |        |

## Agermanaments
- Chipiona
- Schwaigern
- Binghamton (Nova York)